# Marián Bokor
Marián Bokor (17. travnja 1977.) je bivši slovački atletičar koji se natjecao u bacanju koplja. Za Slovačku je na Olimpijskim igrama nastupao dva puta - 2000. u Sydneyu i 2004. u Ateni, a oba puta bez plasiranja u završnicu. Jedino odličje u karijeri osvojio je na Europsko zimskom bacačkom kupu 2002. u Puli, gdje je koplje bacio 76,91 metar i osvojio brončano odličje.
Tijekom svoje devetogodišnje karijere nastupio je još samo na  Svjetskom prvenstvu 2005. u Helsinkiju (19. mjesto) i na Europskom prvenstvu 2006. u Göteborgu (20. mjesto).
Uz nastupe na svjetskom i europskom prvenstvu, jedini veći uspjeh u karijeri mu je osvajanje 8. mjesta u završnici Ljetne univerzijade 2005. u Izmiru.

## Vanjske poveznice
- Marián Bokor na iaaf.org